# 밀물 (드라마)
《밀물》은 1975년 6월 2일부터 1975년 9월 20일까지 방영된 MBC 일일연속극이다.

## 출연진
- 김영애
- 고두심
- 이대근
- 반효정
- 김무생